# Бжозово-Антоне
Бжозово-Антоне (пол. Brzozowo-Antonie) — село в Польщі, у гміні Посвентне Білостоцького повіту Підляського воєводства.
Населення — 94 особи (2011).

## Демографія
Демографічна структура станом на 31 березня 2011 року:
|          | Загалом | Допрацездатний вік | Працездатний вік | Постпрацездатний вік |
| -------- | ------- | ------------------ | ---------------- | -------------------- |
| Чоловіки | 45      | 12                 | 29               | 4                    |
| Жінки    | 49      | 12                 | 22               | 15                   |
| Разом    | 94      | 24                 | 51               | 19                   |